# Карасьов Олександр Сергійович
Карасьов Олександр Сергійович (18 вересня 1982 — 19 червня 2023) — солдат Збройних Сил України, учасник російсько-української війни, який загинув під час російського вторгнення в Україну.

## Життєпис
Олександр Карасьов народився 18 вересня 1982 року у місті Донецьк, Україна.
У березні 2023 року був мобілізований до лав Збройних сил України. Боровся проти держави-терориста у складі 125-ї окремої бригади територіальної оборони ЗСУ, служив стрільцем стрілецької роти.
Вірний військовій присязі, загинув 19 червня 2023 року при виконанні службового обов’язку по захисту Батьківщини. Військовий загинув, виконуючи бойові завдання зі стримування наступу ворога, поблизу с. Діброва на Луганщині.
У Олександра залишилися дружина.
Похований в м. Києві.

## Нагороди
В лютому 2024 року відповідно до указу Президента України №135/2023  Олександру Карасьову за особисту мужність і самовідданість, виявлені у захисті державного суверенітету та територіальної цілісності України, вірність військовій присязі було посмертно відзначено державною нагородою: орденом «За мужність» III ступеня.
В травні 2024 відповідно до указу Міністра оборони України №786 від 21 травня 2024 року відзначено медаллю "Захиснику України".